# Фактор Дебая — Валлера
Фактор Дебая — Валлера (или Дебая — Уоллера) — безразмерная величина, характеризующая влияние тепловых колебаний кристаллической решётки на процессы упругого рассеяния или испускания (без отдачи) излучения в кристалле. Величина была введена голландским физиком Петером Дебаем в 1913 году применительно к задаче о дифракции рентгеновских лучей в кристалле, десять лет спустя она была уточнена шведским физиком Иваром Валлером. Фактор Дебая — Валлера используется для описания температурной зависимости вероятности ряда процессов: упругого когерентного рассеяния рентгеновских лучей, гамма-квантов и нейтронов, а также резонансного поглощения и испускания гамма-квантов в кристаллах (эффект Мёссбауэра). В некогерентном случае аналогичная величина называется фактором Лэмба — Мёссбауэра.
Наличие колебаний решётки приводит к уменьшению интенсивности рассеяния, которое описывается следующим образом:
{\displaystyle I=I_{0}\exp(-W)},
где {\displaystyle I_{0}} — интенсивность рассеяния в случае жёсткой решётки. Экспоненциальный множитель называется фактором Дебая — Валлера и в общем случае определяется усреднённым по всем колебательным (фононным) состояниям матричным элементом величины {\displaystyle \exp(iPu_{n}/\hbar )}, где {\displaystyle P} — импульс, передаваемый кристаллу (разность между начальным и конечным импульсами рассеиваемой частицы), {\displaystyle u_{n}} — смещение соответствующего атома из положения равновесия, {\displaystyle \hbar } — постоянная Планка.
В классическом случае рассеяния рентгеновских лучей показатель экспоненты можно вычислить как {\displaystyle W=\langle (\mathbf {q} \mathbf {u} _{n})^{2}\rangle }, где {\displaystyle \mathbf {q} } — вектор рассеяния (разность волновых векторов начального и рассеянного излучения), угловые скобки означают усреднение. Для одноатомного кубического кристалла (изотропная среда) {\displaystyle W\approx q^{2}\langle u_{n}^{2}\rangle /3}. Используя далее модель Дебая твёрдого тела, можно получить приближённые выражения для фактора как функции температуры:
{\displaystyle W={\frac {3\hbar ^{2}q^{2}T}{mk_{B}\theta _{D}^{2}}}} при {\displaystyle T>>\theta _{D}}
и
{\displaystyle W={\frac {3\hbar ^{2}q^{2}}{4mk_{B}\theta _{D}}}\left[1+{\frac {2\pi ^{2}}{3}}\left({\frac {T}{\theta _{D}}}\right)^{2}\right]} при {\displaystyle T<<\theta _{D}}. 
Здесь {\displaystyle \theta _{D}} — температура Дебая, {\displaystyle m} — масса атомов, составляющих кристалл, {\displaystyle k_{B}} — постоянная Больцмана.